# Manfred Rummel
Manfred Rummel (Essen, 22 de marzo de 1938 – 27 de julio de 2017) fue un futbolista y entrenador alemán que jugó en la posición de delantero.

## Biografía
Nacido en Essen, Rummel fichó por el Schwarz-Weiß Essen en 1958 de FSV Kettwig. Formó parte del Schwarz-Weiß que ganó la final Copa alemana de 1959. Estuco cinco años en ese club, marcando 51 goles en 87 partidos. También jugó en el SC Preußen Münster y el 1. FC Kaiserslautern. Posteriormente, se fue a jugar a los Estados Unidos con los Pittsburgh Phantoms y el Kansas City Spurs.
Después de retirarse como jugador, Rummel empezó a entrenador de personas discapacitadas, antes de convertirse en entrenador de Schwarz-Weiß Essen en 1981, cargo que mantuvo hasta 1983. Ocupó otros cargos dentro del club, como el de director deportivo de 2006 a 2011. También trabajo como maánger del Bayer 04 Leverkusen y entrenador del Rot-Weiss Essen.

## Carrera

### Club
| Periodo   | Club                 | Apariciones | Goles |
| --------- | -------------------- | ----------- | ----- |
| 1958–1963 | Schwarz-Weiß Essen   | -           | -     |
| 1963–1964 | Preußen Münster      | 27          | 8     |
| 1965–1967 | 1. FC Kaiserslautern | 38          | 15    |
| 1967      | Pittsburgh Phantoms  | 19          | 14    |
| 1967      | Kansas City Spurs    | 28          | 11    |